# Красноборськ (Ульяновська область)
Красноборськ (рос. Красноборск) — село в Тереньгульському районі Ульяновської області Російської Федерації.
Населення становить 852 особи. Входить до складу муніципального утворення Красноборське сільське поселення.

## Історія
Від 2004 року входить до складу муніципального утворення Красноборське сільське поселення.

## Населення
| 2010 |
| ---- |
| 852  |